# 10634 Pepibican
10634 Pepibican (1998 GM1) là một tiểu hành tinh vành đai chính được phát hiện ngày 8 tháng 4 năm 1998 bởi L. Sarounová ở Đài thiên văn Ondřejov.